# Naveen-ul-Haq
Naveen-ul-Haq Murid (nacido el 23 de septiembre de 1999) es un jugador de críquet afgano.

## Carrera
Naveen hizo su debut en primera clase con la región de Kabul en el Torneo de 4 días Ahmad Shah Abdali 2018 el 7 de marzo de 2018. Naveen hizo su debut en One Day International (ODI) para Afganistán contra Bangladesh el 25 de septiembre de 2016. En diciembre de 2016, fue capitán de Afganistán en la Copa de Asia Sub-19 de 2016. Hizo su debut en Twenty20 (T20) con Afganistán contra Namibia el 19 de enero de 2017 en el Desert T20 Challenge 2017.
En diciembre de 2017, Naveen fue nombrado capitán del equipo de Afganistán para la Copa Mundial de Críquet Sub-19 de 2018.
En agosto de 2019, Naveen fue incluido en el equipo Twenty20 International (T20I) de Afganistán para la Serie Tri-Nation de Bangladesh 2019-2020.

## Logros notables
Naveen hizo su debut internacional con el equipo de cricket de Afganistán en septiembre de 2016. En septiembre de 2018, Naveen fue incluido en el equipo de Nangarhar en la primera edición del torneo de la Premier League de Afganistán. En noviembre de 2019, fue seleccionado para jugar para el Sylhet Thunder en la Premier League de Bangladesh 2019-2020.En julio de 2020, fue incluido en el equipo de Guyana Amazon Warriors para la Premier League del Caribe de 2020. En octubre de 2020, Kandy Tuskers lo seleccionó para la edición inaugural de la Lanka Premier League. En septiembre de 2021, fue nombrado en el equipo de Afganistán para la Copa Mundial T20 Masculina de la ICC de 2021. En octubre de 2021, antes del partido, el excapitán de Afganistán Asghar Afghan anunció su retiro del cricket internacional. Jugó su último partido para la nación contra Namibia. Cuando Afganistán emergió triunfante en el partido, el marcapasos Naveen-ul-Haq dedicó su premio al Jugador del Partido a Afganistán.